# أبو الشرف الكاواني
يحيى بن الحسن بن علي بن شيرزاد المشهور بأبو الشرف الكاواني اشتغل لفترة كاتب الإنشاء عند السلطان طغربل بن رسلان السلجوقي في أذربيجان وإقليم الجبال (كردستان) وكان بارعا في الكتابة، والإنشاء، والنظم، والنثر، وهو مشهور بتلك الديار، وله ديوان شعر ومن شعره: